# Hexatoma melanacra
Hexatoma melanacra är en tvåvingeart som först beskrevs av Christian Rudolph Wilhelm Wiedemann 1828.  Hexatoma melanacra ingår i släktet Hexatoma och familjen småharkrankar. Inga underarter finns listade i Catalogue of Life.